# Ключников, Юрий Михайлович
Юрий Михайлович Ключников (24 декабря 1930, Лебедин, Сумская область, УССР — 18 апреля 2024, г. Новосибирск, РФ) — советский и российский поэт, эссеист, публицист, переводчик, философ, путешественник, общественный деятель в области культуры и просвещения. Автор книг стихов, эссе и прозы. Член Союза писателей России, Союза журналистов России. Академик Петровской академии наук и искусств.
Лауреат Национальной премии «Лучшие книги, издательства, проекты» в номинации «Поэзия» (2023) .

## Биография
Родился в рабочей семье 24 декабря 1930 года в городе Лебедине. До начала Великой Отечественной войны жил в Белоруссии и на Украине. Войну встретил в Харькове, который покинул вместе с родителями в те мгновенья, когда фашисты уже занимали другую часть города в 1941 году. Вместе с родителями был эвакуирован вначале — в Саратовскую область, а в 1942 году — в Кузбасс. Во время войны в  тринадцатилетнем возрасте был работником тыла: работал учеником токаря на заводе «Красный Октябрь» в шахтёрском городе Ленинске-Кузнецком.
С 1942 года живёт в Сибири.
В 1960 году переехал в Новосибирск.
Окончил филологический факультет Томского университета (1954), Высшую партийную школу при ЦК КПСС, Отделение радио, печати и телевидения (Москва, 1966), журналист.
Работал сельским учителем литературы, завучем, директором школы, журналистом в газете, радиокорреспондентом, главным редактором Новосибирского областного радио и Западно-Сибирской студии кинохроники, редактором издательства «Наука» СО РАН.
В 1979 году был обвинен в идеализме и богоискательстве и после трёхлетних партийных разбирательств уволен с работы, вследствие чего шесть лет трудился грузчиком на хлебозаводе. В годы перестройки издавал книги по духовной культуре Востока, Запада и России. Публиковался в центральных литературных журналах и изданиях, совершил ряд экспедиций по высокогорным местам Алтая, Индии, Непала, поднимался на высоту более четырёх тысяч метров.
Юрий Ключников — герой документального фильма «Белый остров» (режиссёр — Вячеслав Тихонов), награжденного специальным дипломом «За философский и поэтический поиск» на Международном фестивале «Золотой Витязь» в Омске (2012). Творчество Юрия Ключникова освещалось в ряде телепередач "НСК 49", например, «Свои люди» с Антоном Веселовым // Эфир 12.12.21. или «Дом культуры с Виктором Буланкиным» // Эфир от 24 января 2021
С 2010 по 2013 год Ю. М. Ключников  участвовал в Цикле передач «Открытая студия» на Новосибирском областном радио, где рассказывал о поэтах и поэзии.
Юрий Ключников осуществил перевод "Бхагавадгиты", философской и духовно-религиозной части эпоса "Махабхарата"  - священного текста индуизма. Перевод опубликован в книге: "Слово Ариаварты. 35 веков индийской поэзии." М. Издательство "Беловодье". 2021 (с. 26 - 116).
Книга «Караван вечности: вольные переводы суфийской поэзии VII I— XX века» в 2016 году была представлена на Международной книжной ярмарке в Тегеране.
В 2020 году по рекомендации лауреата "Государственной премии по литературе и искусству" (2019 год), члена Президентского Совета по культуре В. Я. Курбатова Ю. М. Ключников был выдвинут на Государственную премию Российской Федерации в области литературы и искусства.
Жена Ключникова Лилия Ивановна — художница, руководитель региональной общественной организации «Русский клуб».
Совместно с супругой были проведены сотни вечеров по всей России, издан альбом — результат совместного творчества: картин Лилии Ключниковой и стихотворений Юрия Ключникова
Редактором, издателем и автором предисловий и статей к книгам Ю. М. Ключникова является его сын С. Ю. Ключников — главный редактор издательства «Беловодье», главный редактор журнала «Наука и религия», известный психолог, философ, секретарь Союза писателей России (Москва).
Умер 18 апреля 2024 года в возрасте 93-х лет.

## Награды и премии
- 2024 - лауреат XIX открытого конкурса изданий «Просвещение через книгу» :1 место в номинации «Лучшая поэтическая книга» - Издательство «Наука и религия». «Муза и молитва. Христианская поэзия народов мира в переводах и переложениях Юрия Ключникова»[14]
- 2023 — Лауреат Национальной премии  «Лучшие книги, издательства, проекты»[15] (2023) в номинации «Поэзия» за  сборники «Песни тысячелетий. 43 века мировой поэзии в переводах и переложениях»;  «Китайская поэзия XIX-XXI вв», «Поднебесная хризантема. 30 веков китайской поэзии»
- 2023 —  Кавалер ордена «Звезда Достоевского» За выдающиеся достижения в литературном творчестве и верность духовно-нравственным ценностям русского народа.
- 2021 — Лауреат II Открытой поэтической премии имени Афанасия Фета[16]
- 2021 — Дипломант Открытого Межрегионального конкурса «Книга года: Сибирь-Евразия-2020» Международного фестиваля «Книжная Сибирь-2020» (книга «Сонеты и поэмы Шекспира. Поэзия шекспировской эпохи», М.: Беловодье, 2020)
- 2021 — Лауреат Большой литературной премии России «За выдающий вклад в современное русское искусство художественного перевода» (за переводы французской, суфийской, китайской, индийской и английской поэзии на русский язык
- 2020 — Премия имени М. В. Ломоносова Петровской академии наук и искусств «За большие заслуги на литературном поприще России и в связи с 90-летием» от 24.12.2020 и медаль Лауреата Петровской академии наук и искусств «За верность России»[17][18]
- 2020 — Диплом победителя литературного конкурса «Евразия-2020» в номинации "Поэзия " с вручением медали имени Алишера Навои от Союза поэтов, писателей и историков Центральной Азии «Янги Овоз» (Кыргызстан, Бишкек)
- 2019 — Лауреат Всероссийской литературной премии за лучший художественный перевод «Словес связующая нить»[19], учрежденной СП России и Литфондом «Дорога жизни»: «За большую и плодотворную работу по переводу на русский язык произведений классической мировой литературы» (за переводы французской, суфийской и китайской поэзии на русский язык) (Москва)[20]
- 1970 — Диплом Государственного комитета СССР по телевидению и радиовещанию за личный вклад в подготовку теле и радио передач

## Книги Юрия Ключникова
- «Лики. Кн.1.Мистический Пушкин. Этюды о русской духовной культуре»/Юрий Ключников. — Новосибирск: Издательский дом «Манускрипт», 2005.- 260 с., ISBN 5-93240-078-1
- «Лики. Кн.2. Письма из Гималаев Этюды о русской духовной культуре»/Юрий Ключников. — Новосибирск: Издательский дом «Манускрипт», 2005.- 280с., ISBN 5-93240-086-2
- «Белый остров». Стихи. Статьи. /Юрий Ключников — М.: Беловодье, 2000.- 682 с. ISBN 5-93454-007-6
- «Поэт и Фея»: эзотерическая сказка о странствиях души в мирах видимых, а также и невидимых /Юрий Ключников. — М.: «Беловодье», 2004.-320 с. ISBN 5-93454-041-6
- «Стихия души: опыт постижения». Стихи/ Юрий Ключников — М.: «Московский Парнас», 2005, «Беловодье» — 158 с. ISBN 5-7330-0536-2
- «Годовые кольца». Стихи/Юрий Ключников.- М.: «Беловодье», 2006. −288 с. ISBN 5-93454-080-7
- «Я в Индии искал Россию: странствия по Ариаварте»/Юрий Ключников.- М.: Беловодье, 2009.-288 с. ISBN 978-5-93454-102-7
- «Лики русской культуры». Статьи. Эссе./Юрий Ключников.- М.: Беловодье. — 2009—416 с., 2012—544 с.). (2009 г.) ISBN 978-5-93454-115-7 ; (2012 г.) ISBN 978-5-93454-167-6
- «Русское окно: душа в потоке перемен»/Юрий Ключников.-М.: Беловодье, 2011.- 752 с. (2010) ISBN 978-5-93454-138-6
- «Осенняя молитва: лирический дневник». Сборник стихов 1971—2011/Юрий Ключников.- М.: Беловодье, 2012.- 288 с. ISBN 978-5-93454-154-6
- «Дом и дым: лирические итоги». Сборник стихов и переводов 1970—2013/Юрий Ключников. -М.: Беловодье, 2014.- 384 с. ISBN 978-5-93454-175-1
- «Небесная Россия музыка цвета и слова»= Heavenly Russia: music ofcolors and words: лит.-худож. альбом-кн. Л.И. и Ю. М. Ключниковых. — М.: Беловодье¸ 2014. — 272 с.: ил. — ISBN 978-5-93454-189-8
- «Откуда ты приходишь, Красота?: Вольные переводы французской поэзии XII—XX вв.»/ Юрий Ключников. — М.: Беловодье, 2014 и 2015, издание второе, испр. и дополненное. — 452 с. — ISBN 978-5-93454-191-1
- Душа моя, поднимем паруса! Стихотворения. Вольные переводы. Эссе. Избранное./Юрий Ключников —М.: Беловодье, 2015 ; Изд. 2-е, испр. и доп. М.: Беловодье, 2020, 728 с. — ISBN 978-5-93454-271-0
- «Караван вечности: вольные переводы суфийской поэзии VII—XX вв.»/ Юрий Ключников.- М.: Беловодье, 2016. −624 с. — ISBN 978-5-93454-208-6
- «Предчувствие весны: воспоминания и размышления поэта о времени и судьбе» / Юрий Ключников.- М.: Беловодье, 2017.- 648 с. — ISBN 978-5-93454-227-7
- «Поднебесная хризантема: 30 веков китайской поэзии». Вольные переводы. Свободные переложения. Стихи по мотивам/ Юрий Ключников; Союз писателей России.- М.: Беловодье, 2018. — 688 с. — ISBN 978-5-93454-240-6
- «Сонеты и поэмы Шекспира. Поэзия шекспировской эпохи в переводах Юрия Ключникова»;«Бездонная тайна Уильяма Шекспира: очерк-исследование»/Сергей Ключников. — М.: Беловодье, 2020. − 680 с. (2020). ISBN 978-5-93454-263-5; Второй вариант издания: 644 с. — ISBN 978-5-93454-264-2
- «Слово Ариаварты: 35 веков индийской поэзии в переложениях Юрия Ключникова». — М.: Беловодье, 2021. — 496 с. — ISBN 978-5-93454-272-7.
- Донн, Джон Растущая любовь: сто двадцать лучших стихотворений и поэм в переводах и переложениях Юрия Ключникова: [12+] / составители Ю. М. Ключников, С. Ю. Ключников. — М.: Беловодье, 2021. — 356 с. — ISBN 978-5-93454-274-1.
- В поисках Рая. Философская лирика./ Ключников Ю. М. — М.: Беловодье, 2021. — 676 с. — ISBN 978-5-93454-278-9.
- «Песни тысячелетий: 43 века мировой поэзии в переводах и переложениях Юрия Ключникова»: составители Ю.М. Ключников, С.Ю. Ключников. – М.: Беловодье, 2022.– 560 с. – ISBN 978-5-93454-291-8
- «Муза и молитва. Христианская поэзия народов мира в переводах и переложениях Юрия Ключникова»
- «Поэзия и власть: стихи мудрецов, пророков, царей, правителей, дипломатов в переводах и переложениях Юрия Ключникова» /составитель С.Ю. Ключников. – М.: Беловодье, 2025 – 800 с. ISBN 978-5-93454-335-9

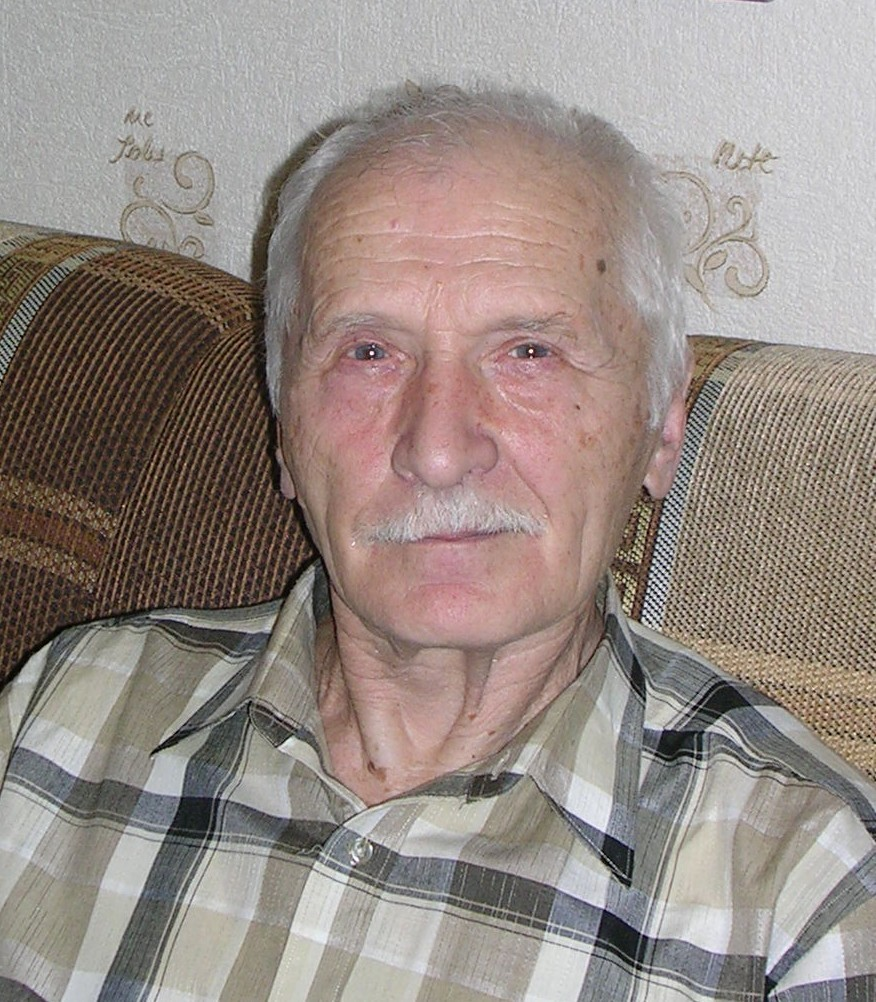
Ключников Ю. М. 2005 г.

## Перевод стихов Ю. М. Ключникова на другие языки
Перевод на болгарский язык Елка Няголова:"С чего начинается Родина?", «Наедине с огнём», «Сентябрь», «Дуэль», «Аз есмь»